# Gorillaz Live
Gorillaz Live fue la primera gira mundial de la banda virtual de rock alternativo, Gorillaz.

## Personal
- Damon Albarn — Voz, teclado, piano, guitarra acústica, melódica
- Junior Dan — Bajo
- William Lyonell — Guitarra rítimica, voces de fondo
- Simon Katz — Guitarra líder
- Cass Brown — Batería
- Mike Smith — Teclados
- Darren Galea "DJ D-Zire" — DJ
- Phi Life Cypher — Rap en "Clint Eastwood", "Rock the House" y "911" (sólo en Lisboa)
- D12 — Rap en "911" (sólo en Nueva York)
- Sweetie Irie — Voz en "Clint Eastwood (Ed Case/Sweetie Refix)"
- Haruka Kuroda — Voces de fondo, voz de Noodle
- Remi Kabaka Jr. — Voz de Russel
- Phil Cornwell — Voz de Murdoc
- Nelson de Freitas — Voz de 2-D

## Actos de apertura
Dan Nakamura (algunas fechas)

## Lista de canciones en los shows
La siguiente lista de canciones fue tomada de un concierto en Londres en 22 de marzo de 2001. Esta lista no es de toda la gira.
1. "M1 A1"
2. "Tomorrow Comes Today"
3. "Slow Country"
4. "5/4"
5. "Starshine"
6. "Man Research (Clapper)"
7. "Sound Check (Gravity)"
8. "Latin Simone (¿Qué Pasa Contigo?)" (con Ibrahim Ferrer) (Archivo)
9. "Re-Hash"
10. "Clint Eastwood" (con Phi Life Cypher)
11. "Rock the House" (con Phi Life Cypher)
12. "Dracula"
13. "19-2000"
14. "Punk"

##### Encore
1. "Clint Eastwood" (con Sweetie Irie)

## Fechas de la gira
| Fecha                    | Ciudad           | País           | Venue                   |
| ------------------------ | ---------------- | -------------- | ----------------------- |
| Europa                   |                  |                |                         |
| 22 de marzo de 2001      | Londres          | Inglaterra     | Scala                   |
| 22 de junio de 2001      | París            | Francia        | La Cigale               |
| 24 de junio de 2001      | Dublín           | Irlanda        | Olympia Theatre         |
| Asia                     |                  |                |                         |
| 16 de agosto de 2001     | Osaka            | Japón          | Osaka-jō Hall           |
| 18 de agosto de 2001     | Tokio            | Japón          | Estadio Chiba Marine    |
| Europa                   |                  |                |                         |
| 25 de agosto de 2001     | Liverpool        | Inglaterra     | Old Liverpool Airfield  |
| 24 de septiembre de 2001 | Edimburgo        | Escosia        | Edinburgh Corn Exchange |
| 25 de septiembre de 2001 | Birmingham       | Inglaterra     | Birmingham Academy      |
| 26 de septiembre de 2001 | Mánchester       | Inglaterra     | Manchester Academy      |
| 28 de septiembre de 2001 | Londres          | Inglaterra     | London Forum            |
| Norte América            |                  |                |                         |
| 23 de febrero de 2002    | Toronto          | Canadá         | Toronto Docks           |
| 25 de febrero de 2002    | Boston           | Estados Unidos | Avalon Ballroom         |
| 26 de febrero de 2002    | Washington D. C. | Estados Unidos | 9:30 Club               |
| 28 de febrero de 2002    | Nueva York       | Estados Unidos | Hammerstein Ballroom    |
| 1 de marzo de 2002       | Filadelfia       | Estados Unidos | Electric Factory        |
| 3 de marzo de 2002       | Chicago          | Estados Unidos | Aragon Ballroom         |
| 5 de marzo de 2002       | Seattle          | Estados Unidos | Paramount Theatre       |
| 7 de marzo de 2002       | San Francisco    | Estados Unidos | Warfield Theatre        |
| 8 de marzo de 2002       | Los Ángeles      | Estados Unidos | Hollywood Palladium     |
| 9 de marzo de 2002       | Los Ángeles      | Estados Unidos | Hollywood Palladium     |
| 11 de marzo de 2002      | Ciudad de México | México         | Palacio de los Deportes |
| Europa                   |                  |                |                         |
| 20 de julio de 2002      | Lisboa           | Portugal       | Torre de Belém          |

## Lanzamiento
El 26 de marzo de 2021, se cumplieron 20 años desde el lanzamiento del álbum debut de la banda, se anunciaron varios planes con fin de celebrar el evento, entre ellos una reedición del álbum en un boxset en vinilo llamado Gorillaz: 20th Anniversary (Super Deluxe Set) que incluía grabaciones del concierto del London Forum el 28 de septiembre de 2001.

### Lista de canciones
| N.º   | Título                                                    | Duración |  |
| 1.    | «M1 A1» (En vivo)                                         | 4:03     |  |
| 2.    | «Tomorrow Comes Today» (En vivo)                          | 3:23     |  |
| 3.    | «Slow Country» (En vivo)                                  | 3:40     |  |
| 4.    | «5/4» (En vivo)                                           | 3:01     |  |
| 5.    | «Starshine» (En vivo)                                     | 4:45     |  |
| 6.    | «Man Research (Clapper)» (En vivo)                        | 4:39     |  |
| 7.    | «Sound Check (Gravity)» (En vivo)                         | 4:26     |  |
| 8.    | «Re-Hash» (En vivo)                                       | 3:57     |  |
| 9.    | «Clint Eastwood» (con Phi Life Cypher) (En vivo)          | 4:36     |  |
| 10.   | «Rock The House» (con Phi Life Cypher) (En vivo)          | 3:54     |  |
| 11.   | «Dracula» (En vivo)                                       | 5:10     |  |
| 12.   | «19-2000» (En vivo)                                       | 3:36     |  |
| 13.   | «Punk» (En vivo)                                          | 2:14     |  |
| 14.   | «5/4» (Reprise) (En vivo)                                 | 3:15     |  |
| 15.   | «Clint Eastwood» (Repise) (con Phi Life Cypher) (En vivo) | 6:01     |  |
| 60:40 |                                                           |          |  |